# Radio X de Québec
Die Radio X de Québec (englisch Québec Radio X) waren eine kanadische Eishockeymannschaft aus Québec City, Québec. Das Team spielte von 2003 bis 2008 in der Ligue Nord-Américaine de Hockey.

## Geschichte
Das Franchise der As de Québec aus der Québec Semi-Pro Hockey League wurde 2003 verkauft und änderte seinen Namen in Radio X de Québec. Die Liga änderte zur Saison 2004/05 aufgrund der zunehmenden Professionalisierung ihrer Teilnehmer ihren Namen in Ligue Nord-Américaine de Hockey. In dieser Spielzeit gewann die Mannschaft zum ersten und einzigen Mal die Coupe Futura. Dabei gewannen die Radio X insgesamt 41 ihrer 60 Spiele. In den folgenden Spielzeiten konnte die Mannschaft allerdings nicht mehr an diesen Erfolg anschließen. 
Vor der Saison 2008/09 wurde das Franchise nach Pont-Rouge umgesiedelt, wo es anschließend zwei Jahre lang unter dem Namen Lois Jeans de Pont-Rouge am Spielbetrieb der Liga teilnahm.

## Team-Rekorde

### Karriererekorde
Spiele: 207  Frédéric Bouchard
Tore: 80  Frédéric Bouchard
Assists: 217  Frédéric Bouchard
Punkte: 297  Frédéric Bouchard
Strafminuten: 1330  Jacques Dubé